# Esdoornpiekhaarkelkje
Het Esdoornpiekhaarkelkje (Hyalopeziza ciliata) is een schimmel behorend tot de familie Hyaloscyphaceae. Het leeft saprotroof op oude bladeren (bladstelen) van Esdoorn (Acer).

## Verspreiding
In Nederland komt het zeldzaam voor. Het staat niet op de rode lijst en het is niet bedreigd.